# 大林雅之
大林 雅之（おおばやし まさゆき、1950年7月29日 - ）は、日本のバイオエシックス（生命倫理学）、科学史・科学哲学の研究者。日本生命倫理学会元代表理事・会長。

## 来歴
東京都に生まれる。
1986年に上智大学大学院理工学研究科生物科学専攻博士後期課程を単位取得満期退学する。 
1991年、産業医科大学医学部医学科医学概論教室講師に就任。1997年に山口大学医学部医学科医療環境学講座教授となる。以後、川崎医療福祉大学医療福祉学部（2002年）、京都工芸繊維大学繊維学部（2004年、後に大学院工芸科学研究科）、東洋英和女学院大学人間科学部（2008年）で教授を歴任した。
2011年に日本生命倫理学会第8期代表理事・会長に就任する（2014年まで）。 
2019年に東洋英和女学院大学特任教授となる。

## 主な著書
- 『新しいバイオエシックスに向かって - 生命・科学・倫理』（北樹出版） 1993年
- 『バイオエシックス教育のために』（メディカ出版） 1999年
- 『生命の淵 - バイオエシックスの歴史・哲学・課題』（東信堂） 2005年
- 『生命の問い - 生命倫理学と死生学の間で -』（東信堂） 2017年
- 『小さな死生学入門 - 小さな死・性・ユマニチュード -』（東信堂） 2018年